# Víctor Luna
Víctor Luna Martínez (* 8 de mayo de 1931 en Guadalajara, Jalisco, México) fue un futbolista mexicano que jugaba en la posición de defensa lateral derecho. Jugó para el Club Deportivo Guadalajara, Deportivo Toluca, Independiente de Toluca, Club Deportivo Morelia y Deportivo Tepic.
Jugó con el Club Deportivo Guadalajara el partido que definió el campeonato de la temporada 1951-52, enfrentando al Club Puebla. Su inclusión en la plantilla titular se debió a una lesión que sufrió Pedro Nuño, previo al encuentro. Este fue el único partido que disputó con Chivas en la Primera División.
Después del Guadalajara, pasó a jugar al Deportivo Toluca y en 1954 fue prestado al Club Independiente de Toluca para disputar el torneo de la Segunda División. Después tuvo participación con el equipo Morelia.
Para 1959 pasa a jugar al Deportivo Tepic, siendo parte del primer equipo profesional de la institución. Permaneció jugando con Coras hasta 1961 y al finalizar su carrera como futbolista se quedó a residir en la ciudad nayarita, donde se dedicó a entrenar equipos locales, entre ellos el propio Deportivo Tepic en 1962.